# Nils Jangren
Nils Lennart Jangren, född 7 maj 1914 i Falköping, död 14 september 1997, var en svensk socialdemokratisk kommunalpolitiker.
Jangren, som var son till kommunalarbetare Josef Jangren och Ester Björkman, var verksam som målare 1929–1940, anställdes vid Statens Järnvägar 1940 och blev lokförare 1946.  Han blev ledamot av stadsfullmäktige i Bollnäs stad 1947 och var dess ordförande 1963–1966. Han blev ledamot av drätselkammaren 1966, dess ordförande 1968 och var ordförande i kommunstyrelsen 1971–1976. Han var ledamot av Bollnäs kommunblocks samarbetsnämnd från 1963, av centrala byggnadskommittén, huvudman i Bollnäs sparbank 1962–1966 och i Gävleborg läns sparbank från 1966. Han var ordförande i Gävleborgs läns ABF-distrikt 1954–1965 och i ABF Bollnäs sedan 1955 (ledamot sedan 1945).